# عمارت باشگاه بانک ملی ایران
عمارت باشگاه بانک ملی ایران مربوط به دوره قاجار است و در تهران، خیابان فردوسی واقع شده و این اثر در تاریخ ۶ دی ۱۳۵۵ با شمارهٔ ثبت ۱۳۴۹ به‌عنوان یکی از آثار ملی ایران به ثبت رسیده‌است.